# 王纉緒
王 纉緒（おう さんしょ）は中華民国の軍人。四川軍（川軍）の有力指揮官で、四川省の内戦や日中戦争などを戦った。字は紫泥。号は治易、屋園居士。

## 事績

### 北京政府時代の活動
富裕な家庭に生まれ、初めは学問を志し、1903年（光緒29年）に秀才となった。しかし軍人の道に転じて、1907年（光緒33年）、四川軍事講習所に入学し、翌年に四川陸軍速成学堂に進学した。同期生には劉湘、楊森、唐式遵、潘文華などがおり、後に四川軍において「速成系」と呼ばれる派閥を形成することになる。卒業後は四川陸軍に加入した。
中華民国成立後も、王纉緒は引き続き四川軍内で昇進を重ね、1915年（民国4年）12月からの護国戦争では、北京政府側の劉湘配下として戦う。1918年（民国7年）4月、川軍第2師第8団団長となり、1920年（民国9年）3月からは楊森配下に転じて、5月に旅長に昇進した。1922年（民国11年）6月、劉湘派の第2軍軍長となった楊森に従い、熊克武派の第1軍軍長但懋辛との戦い（「一、二軍之戦」）を開始したが、第1軍の前に大敗し、楊・王は武漢の呉佩孚を頼って逃亡した。以後、呉の援助を受けて、楊・王は軍勢を回復していく。
1923年（民国12年）7月、北京政府から四川善後督弁に任命された劉湘に楊森・王纉緒も協力し、南方政府派の熊克武を撃破した。翌年3月、王は北京政府から陸軍少将に任ぜられ、6月、陸軍中将銜を授与された。王は楊から成都市姿勢督弁にも任ぜられている。1925年（民国14年）、楊が四川統一の戦いを開始すると、王は第1師師長兼北路総指揮に任ぜられる。しかしこの頃になると、王は楊の権力独占や縁故政治に不満を抱くようになる。劉湘が第16師師長兼四川塩運使の地位をもって王への篭絡を行うと、王もこれに応じて楊に反旗を翻し、楊を敗退させた。その後、王は実際に第16師師長兼四川塩運使に任ぜられている。

### 国民政府での活動
1926年（民国15年）11月、劉湘ら四川軍指揮官が国民政府に易幟したことに伴い、王纉緒は国民革命軍第21軍第4師師長に任ぜられた。この頃、王は四川塩運使の地位を利用し、商業界にも触手を伸ばして利益を得、また重慶市に『巴蜀報』という新聞社や巴蜀小学という学校なども設立した。劉湘が劉文輝と四川統一を争うと、王は劉湘を補佐して活躍した。1934年（民国23年）秋、四川剿匪軍第5路副総指揮兼第1縦隊司令に任ぜられ、長征中の中国共産党（紅軍）を迎撃した。1935年（民国24年）1月、第44軍軍長に昇格している。同年6月には四川剿匪軍第6路総指揮に任ぜられた。この頃から、蔣介石が四川軍指揮官たちを取り込もうと図り、王も情勢を見て蔣への傾倒を強め始める。
日中戦争（抗日戦争）が勃発し、劉湘が前線へ出征すると、王纉緒は四川の留守を守った。1938年（民国27年）3月、蔣介石から第29集団軍総司令に任ぜられる。同年、張群が四川省政府主席に任ぜられ、王が主席代理に任ぜられた。しかし張は現地四川指揮官の信頼を得られず、8月に王が正式に省政府主席となった。王は蔣に忠誠を誓い、国民政府中央の権威を四川に浸透させようとしたが、これに対して劉文輝、鄧錫侯ら四川軍指揮官は反発し、1939年（民国28年）8月には王の罪状7項目を数え上げて反王の挙兵準備まで始めた。
完全に信任を失った王纉緒は、同年9月に軍を編制し、対日戦の前線に赴かざるを得なくなってしまう。以後、「宜沙会戦」、「濱湖会戦」、「常桃会戦」を戦い、1942年（民国31年）3月、第6戦区副司令長官に昇進し、翌1943年（民国32年）、第9戦区副司令長官に転じた。1945年（民国34年）1月、重慶衛戍総司令に任ぜられ、5月には中国国民党中央執行委員に選出されている。

### 国共内戦と晩年の転落
日中戦争終結後、1946年（民国35年）6月に王纉緒は武漢行轅副主任に任ぜられ、後に重慶綏靖公署副主任、西南軍政長官公署副長官に移っている。しかし、これらの職務は閑職であり、王は事実上成都で閑居していた。1949年（民国38年）12月初めに、西南部での中国人民解放軍への抵抗を図る蔣介石から王は西南第1路遊撃総司令に任ぜられる。しかし12月9日に、劉文輝、鄧錫侯、潘文華らは中華人民共和国への起義を宣言し、追い込まれた王も、結局13日に成都で同じく起義を宣言した。
中華人民共和国では、王纉緒は川西博物館館長、西南軍政委員会委員、四川省人民政府参事室参事、成都市人民代表大会代表などを歴任した。ところが1957年、王は突然香港への逃亡を図り、深圳市付近で逮捕され、成都で収監されてしまう。1960年、獄死。享年75。